# Cockrell Hill
Cockrell Hill – miasto w Stanach Zjednoczonych, w stanie Teksas, w hrabstwie Dallas.